# 泰尤什
泰尤什是羅馬尼亞的城鎮，位於該國中部，距離首府阿爾巴尤利亞15公里，由阿爾巴縣負責管轄，面積44.56平方公里，海拔高度247米，2007年人口7,364，大多數居民信奉東正教。